# Аміну Умар
Аміну Умар (англ. Aminu Umar, нар. 6 березня 1995, Абуджа) — нігерійський футболіст, півзахисник, нападник клубу «Османлиспор».

## Клубна кар'єра
Кар'єру футболіста розпочав у 2011 році, виступаючи за нігерійський клуб «Віккі Турістс», що представляв місто Баучі у нігерійській Прем'єр-лізі.
Влітку 2013 року Аміну Умар став гравцем турецького клубу «Самсунспор», який виступав у Першій лізі. 17 серпня 2013 року він дебютував у лізі, в домашньому матчі своєї команди проти клубу «Істанбул ББ». 25 листопада Умар забив перший гол за «Самсунспор», зрівнявши рахунок у домашньому поєдинку з «Аданаспором», а через 5 днів він оформив дубль у надрезультативній зустрічі з клубом «Мерсін Ідманюрду» (5:4).
В середині січня 2015 року Умар став гравцем столичного клубу «Османлиспор», який повернувся за підсумками Першої ліги 2014/15 в Суперлігу. 16 серпня 2015 року він дебютував у головній турецькій лізі, в домашньому матчі проти «Кайсеріспора». Перший гол на вищому турецькому рівні Умар забив 11 грудня 2015 року, поставивши крапку в розгромі «Бурсаспора» (4:0). Наразі встиг відіграти за команду з Анкари 45 матчів в національному чемпіонаті.

## Виступи за збірні
З 2013 року залучався до складу молодіжної збірної Нігерії, разом з якою брав участь у молодіжному чемпіонаті світу, що проходив влітку 2013 року на полях Туреччини. Умар відзначився на цьому турнірі дублем у ворота молодіжної збірної Куби. Всього на молодіжному рівні зіграв у 15 офіційних матчах, забив 6 голів.
2016 року захищав кольори олімпійської збірної Нігерії на Олімпійських іграх 2016 року у Ріо-де-Жанейро. Того ж року дебютував і у національній збірній.

## Титули і досягнення
- Бронзовий призер Африканських ігор: 2015
- Бронзовий олімпійський призер: 2016